# 한노시
한노시(일본어: 飯能市)는 일본 사이타마현 남서부에 있는 시이다. 면적의 70%가 산지로 남동단에 시가지가 집중되어 있다. 도쿄의 베드타운이고 철도와 도로의 중요한 지점이다.

## 역사
중세에는 임업으로 번영하였다. 에도 시대에 에도에서 잇따른 화재로 목재 수요가 증가해 한노의 재목은 "니시카와재"(西川材)로 불리며 인기가 있었다.
- 1889년 - 정촌제 시행과 함께 고마군 한노정과 5개 촌이 합병해 한노정이 되었다.
- 1896년 3월 29일 - 고마군이 폐지되어 이루마군에 편입되면서 이루마군 한노정이 되었다.
- 1954년 1월 1일 - 시로 승격하여 한노시가 되었다.
- 2005년 4월 1일 - "삼림 문화 도시"를 선언하였다.

## 교통

### 철도
- 동일본 여객철도
  - 하치코선
- 세이부 철도
  - 지치부선
  - 이케부쿠로선

### 도로
- 국도 제299호선

## 인구
| 연도 | 인구   | ±%     |
| ---- | ------ | ------ |
| 1950 | 45,524 | —      |
| 1960 | 47,413 | +4.1%  |
| 1970 | 55,130 | +16.3% |
| 1980 | 63,902 | +15.9% |
| 1990 | 75,794 | +18.6% |
| 2000 | 85,886 | +13.3% |
| 2010 | 83,546 | −2.7%  |